# V Cense
V Cense je pivo vyráběné belgickým pivovarem Brasserie de Jandrain-Jandrenouille, prvně uvařené v roce 2008.

## Historie
V Cense je podobné francouzskému cinq sens, což znamená pátý smysl. Tento název pivo dostalo díky tomu, že šlo o sládkův pátý výtvor a že bylo uvařeno z pěti přísad.
Toto pivo bylo poprvé uvařeno v roce 2008 sládky Stéphanem Meulemansem a Alexandruem Dumontem. V pivu najdeme celé chmelové hlávky a je cítit po mandarinkách. Inspirace při výrobě vychází z amerických IPA, nezůstává zde však chmelová hořkost na jazyku.
V Cense obsahuje sedm procent alkoholu.